# 彼方から (映画)
『彼方から』（かなたから、Desde allá）は、ロレンソ・ビガス監督による2015年のベネズエラのドラマ映画である。第72回ヴェネツィア国際映画祭で金獅子賞を受賞した。第89回アカデミー賞外国語映画賞にはベネズエラ代表作としてエントリーされている。
同性愛の富豪の中年男性と彼に誘われたストリート・ギャングの少年のやりとりが描かれる。